# Access Games
A Access Games Inc. (株式会社アクセスゲームズ) é uma desenvolvedora japonesa de jogos eletrônicos sediada em Osaka. Foi originalmente fundada em maio de 1996 como uma empresa de produção de imagens em computação gráfica. Em janeiro de 2002 ela mudou de nome para Access Games e transformou-se em uma desenvolvedora de jogos.

## Jogos
| Ano  | Título                                       | Plataforma(s)                                               | Publicadora                                                      |
| ---- | -------------------------------------------- | ----------------------------------------------------------- | ---------------------------------------------------------------- |
| 2003 | Spy Fiction                                  | PlayStation 2                                               | Access Games                                                     |
| 2006 | Ace Combat X: Skies of Deception             | PlayStation Portable                                        | Namco Bandai Games                                               |
| 2008 | The Sky Crawlers: Innocent Aces              | Wii                                                         | Namco Bandai Games                                               |
| 2009 | Kidō Senshi Gundam: Senjō no Kizuna Portable | PlayStation Portable                                        | Namco Bandai Games                                               |
| 2009 | Sengoku Basara: Battle Heroes                | PlayStation Portable                                        | Capcom                                                           |
| 2010 | Deadly Premonition                           | PlayStation 3, Xbox 360                                     | Ignition Entertainment Marvelous Entertainment Rising Star Games |
| 2010 | Ace Combat: Joint Assault                    | PlayStation Portable                                        | Namco Bandai Games                                               |
| 2010 | Lord of Arcana                               | PlayStation Portable                                        | Square Enix                                                      |
| 2011 | Sengoku Basara: Chronicle Heroes             | PlayStation Portable                                        | Capcom                                                           |
| 2011 | Ace Combat: Assault Horizon Legacy           | Nintendo 3DS                                                | Namco Bandai Games                                               |
| 2011 | Lord of Apocalypse                           | PlayStation Portable, PlayStation Vita                      | Square Enix                                                      |
| 2012 | Sengoku Basara HD Collection                 | PlayStation 3                                               | Capcom                                                           |
| 2013 | Deadly Premonition: The Director's Cut       | PlayStation 3, Wii                                          | Marvelous Entertainment Rising Star Games Mastertronic           |
| 2013 | Drakengard 3                                 | PlayStation 3                                               | Square Enix                                                      |
| 2014 | D4: Dark Dreams Don't Die                    | Xbox One, Microsoft Windows                                 | Microsoft Studios                                                |
| 2015 | Ace Combat: Assault Horizon Legacy Plus      | Nintendo 3DS                                                | Bandai Namco Entertainment                                       |
| 2015 | Devil May Cry 4: Special Edition             | PlayStation 4, Xbox One, Microsoft Windows                  | Capcom                                                           |
| 2016 | Sengoku Basara: Sanada Yukimura-Den          | PlayStation 4                                               | Capcom                                                           |
| 2019 | Final Fantasy VIII Remastered                | Nintendo Switch, PlayStation 4, Xbox One, Microsoft Windows | Square Enix                                                      |
| 2020 | Mega Man Zero/ZX Legacy Collection           | Nintendo Switch, PlayStation 4, Xbox One, Microsoft Windows | Capcom                                                           |